# Covadonga
Covadonga (asztúriai nyelven: Cuadonga) egy spanyolországi (asztúriai) település a Picos des Europa hegység területén. Környezetében helyezkedik el a Parque de Nacional des Covadonga y Picos de Europa elnevezésű nemzeti park. Covadonga és a közvetlen környezetét alkotó nemzeti park Spanyolország különösen jelentős történelmi, egyháztörténeti, sport-, turisztikai és természeti jelentőséggel bíró területe. A település kiegészítő zarándokhelye a Santiago de Compostelába vezető „északi” vagy „partmenti” Camino de la Costa zarándokútnak.

## A település elnevezése
A nyugati gót királyság összeomlása, a mórok döntő győzelme után Pelayo a történelmi legenda szerint Asztúria első királya (megh. 737) környezeteként néhány száz harcos ide, a hegyekbe menekült. Pelayo harcosai 722-ben győzelmes csatát vívtak a mórokkal, s ezt az eseményt tekinti a világtörténelem a mórok Ibériából, illetve Európából történő kiűzésére irányuló szabadságharc, a rekonkviszta kezdetének. (Egyes hagyományok arra utalnak, hogy esetleg maga a csata is itt zajlott le.) A győzelem emlékére az egyik covadongai barlangban  (Santa Cueva, azaz Szent Barlangban) emlékoltárt emeltek a harcokban segítséget nyújtó Szűzanya tiszteletére. Ennek a barlangnak az elnevezéséből - Cova Dominica (az Úrnő Barlangja) - némi átalakulással keletkezhetett a Covadonga helynév.

## Története
Az említett győzelem után itt alakult meg az Asztúriai Királyság, s ezért innen indult hosszú, küzdelmes, de végül győzelemmel végződő útjára a rekonkviszta.

### Covadonga, konkviszta és a rekonkviszta
A korábbiakban - alapvetően hagyományra alapozottan - kialakult, vallásos jellegű momentumokat is tartalmazó történettel párhuzamosan, másféle megközelítések is élnek, melyek az adott történelmi körülményekhez (talán) jobban igazodhatnak. Ilyen például M. Vincent ismertetése is: "...Ahogy Ferdinánd és Izabella olasz udvaronca és káplánja Petrus Martyr d' Anghiera (1457-1526) mondta az egyiptomi szultánnak 1502-ben, Spanyolország belső árulás áldozata lett. E szerint az értelmezés szerint egy bizonyos Julianus gróf hívta be Tarikot Észak-Afrikából, hogy segítsen bosszút állni Roderik királyon azért a sérelemért, amelyet állítólag a király követett el Julianus lánya ellen. Valamikor 718-ban, vagy 719-ben  Pelayónak, egy nyugati gót nemesnek sikerült vereséget mérnie a muzulmán erőkre Covadongánál. Ebben az apró csetepatéban - amelyről később azt állították, hogy a keresztény nők úgy segítették a férfiakat, hogy köveket zúdítottak a muzulmán hódítókra - a történészek azóta is Spanyolország keresztény visszahódításának kezdetét látják...."

## Földrajzi és természeti adottságai
Itt található a 2596 méter magas Peña Santa nevű csúcs, valamint több fontos hágó:
- Puerto de Panderruedas
- Puerto del Ponton (1311 m)
- Puerto de Pandetrave (1562 m)
- Puerto de San Glorio (1609 m)

A település nevezetességei a covadongai tavak néven ismert tóegyüttes:
- Ercina-tó
- Enol-tó
- Bricial-tó (időszakos tó, csak nagyobb mennyiségű hó olvadásakor vagy sok csapadék lehullása után van benne víz)

## Látnivalók, nevezetességek
- Bazilika (1891)
- Kincstár
- Pelayo-emlékmű
- Szent barlang
- Madonna-kegyszobor (Virgen de Covadonga)
- Mirador de la Reina (A királynő kilátója)
- Hotel Pelayo

## Covadonga és a Vuelta a España
Juanfran de Cruz spanyol újságíró szerint, mint minden sportágnak, úgy a kerékpározásnak is számos mítosza van, azonban ezek némelyike nem hús-vér emberhez, hanem valamely aszfaltozott úthoz, útszakaszhoz kötődik. „A Lagos de Covadonga emelkedője" – szerinte – „az utóbbi kategóriába sorolható, ahogyan az Alpe d’Huez vagy a Tourmalet Franciaországban, illetve a Mortirolo és a Marmolada (a Fedaia-hágó) Olaszországban.” Enrique Franco, a Vuelta a España főnöke, az 1980-as évek elején útnak indult, hogy megkeresse Spanyolország válaszát az Alpe l'Huezre, arra az emelkedőre, amely az 1970-es évek közepétől néhány esztendő alatt a Tour de France ikonjává vált. Habár a Covadonga csúcsa közelében Buffererában élénk bányatevékenység folyt (higanyt, vasat és magnéziumot bányásztak), Franco szerencsével járt. Az emelkedő ugyan nem hosszú, de ördögien meredek, ráadásul La Huesera és a Mirador de la Reina (A királynő kilátója) magasságában két igazán gonosz kaptatóval is rendelkezik. A Lagos azonban még olyant is fel tudott mutatni, amivel a francia „Alpe” nem rendelkezett: az érintetlen természet szépségét. A csúcs alatt levő két tó, az Enol és az Ercina, valamint a Picos de Europa hegyeire nyíló csodálatos látvány révén ez a hely szöges ellentéte a déli országrész csúcsainak és a Madrid körüli Sierra de Guadarrama kopár, egyhangú ormainak. Az 1983-as Vuelta két okból vált nevezetessé. Egyrészt, mert itt debütált a Lagos de Covadonga - vagy a bringások nyelvén: „a Lagos” - másrészt mert ez volt az első, amelyet közvetített a televízió is. A kerékpárverseny szakasz felszentelése 1996-ban történt meg. Ráadásul Julián Gorospe személyében helyi, spanyol győztest is avattak.
Ezt a kerékpáros szakaszt a verseny előtt „Lagos de Enol” néven nevezték. Manapság Lagos de Hinault-nak hívják, első méltatója alapján. A korabeli nemzetközi hírű francia kerékpárversenyző, Bernard Hinault a covadongai versenyszakaszról – összehasonlítva a francia Alpe d’Huezzel – úgy nyilatkozott, hogy ez „a világ egyik legnehezebbike”, egy másik versenyző pedig azt nyilatkozta, hogy a Lagos látványa mélyen beleivódott a résztvevők és közönség emlékezetébe. Mások szerint is látványos versenymezőről van szó, ezért minden spanyol körverseny szervezésekor érinteni kell ezt a szakaszt.

## Képek

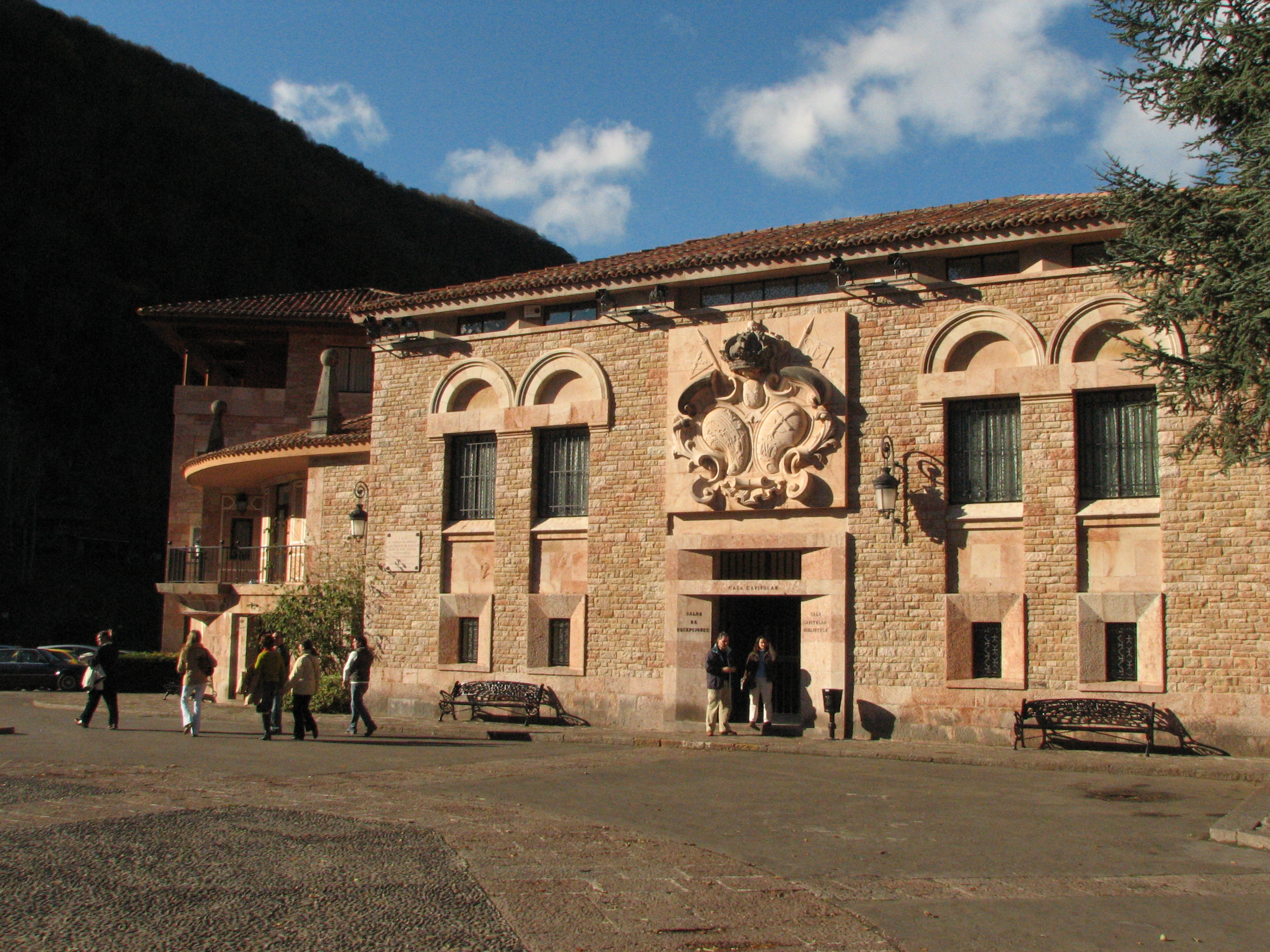
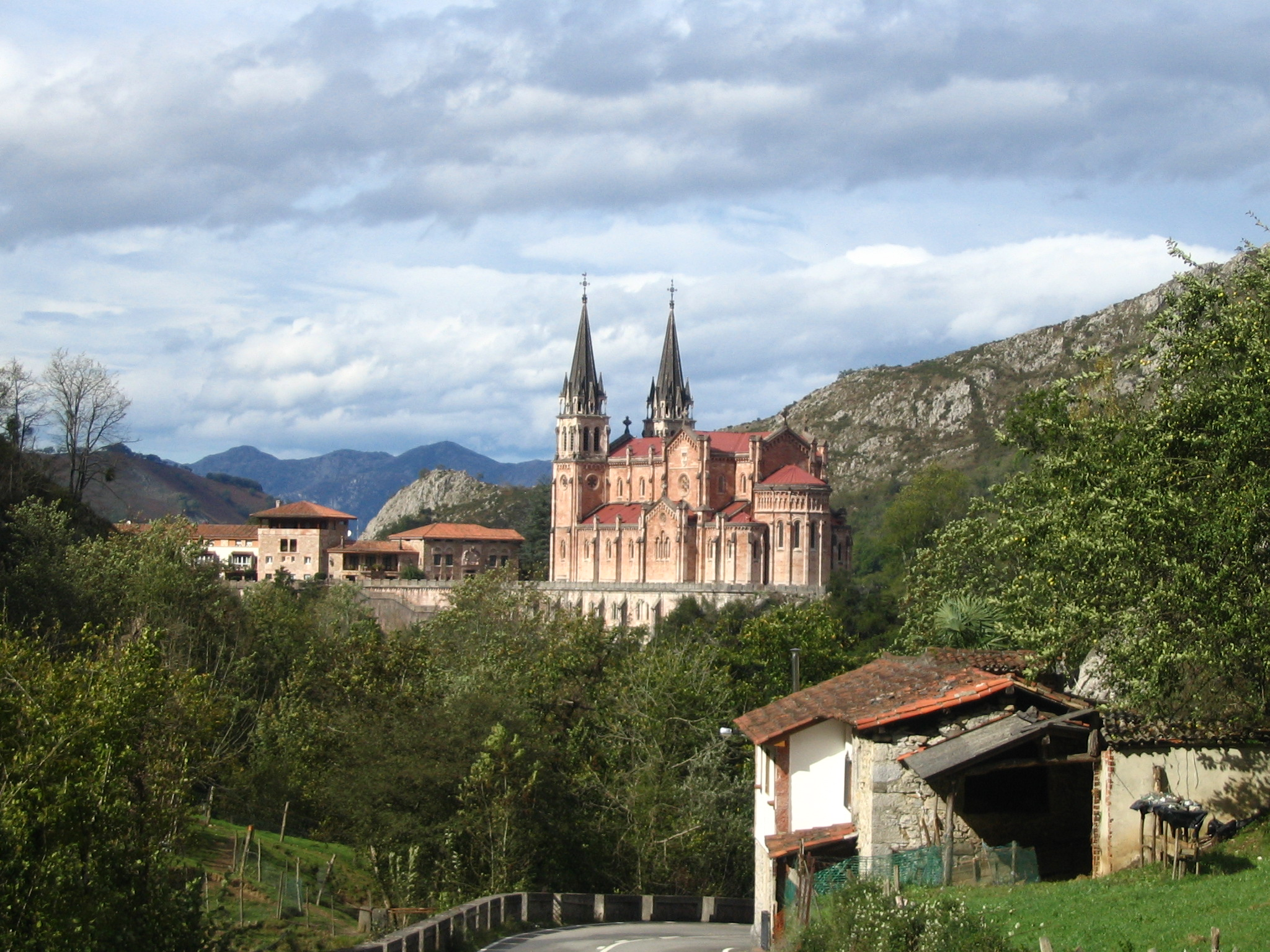
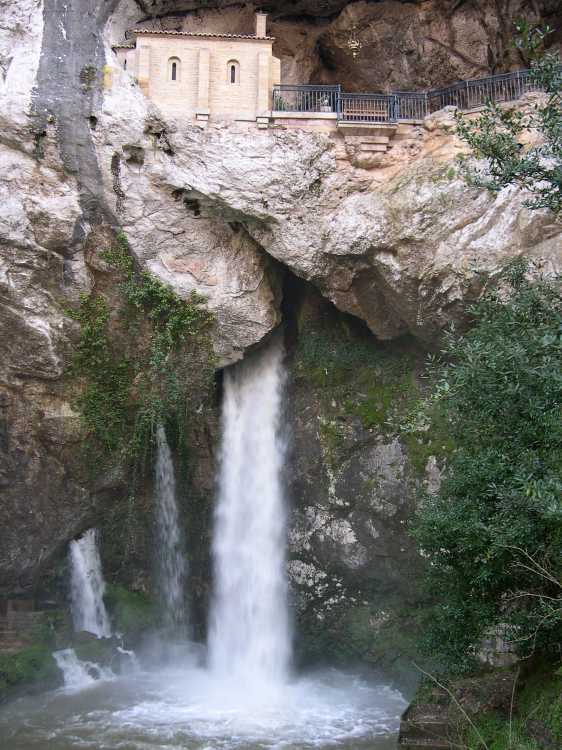
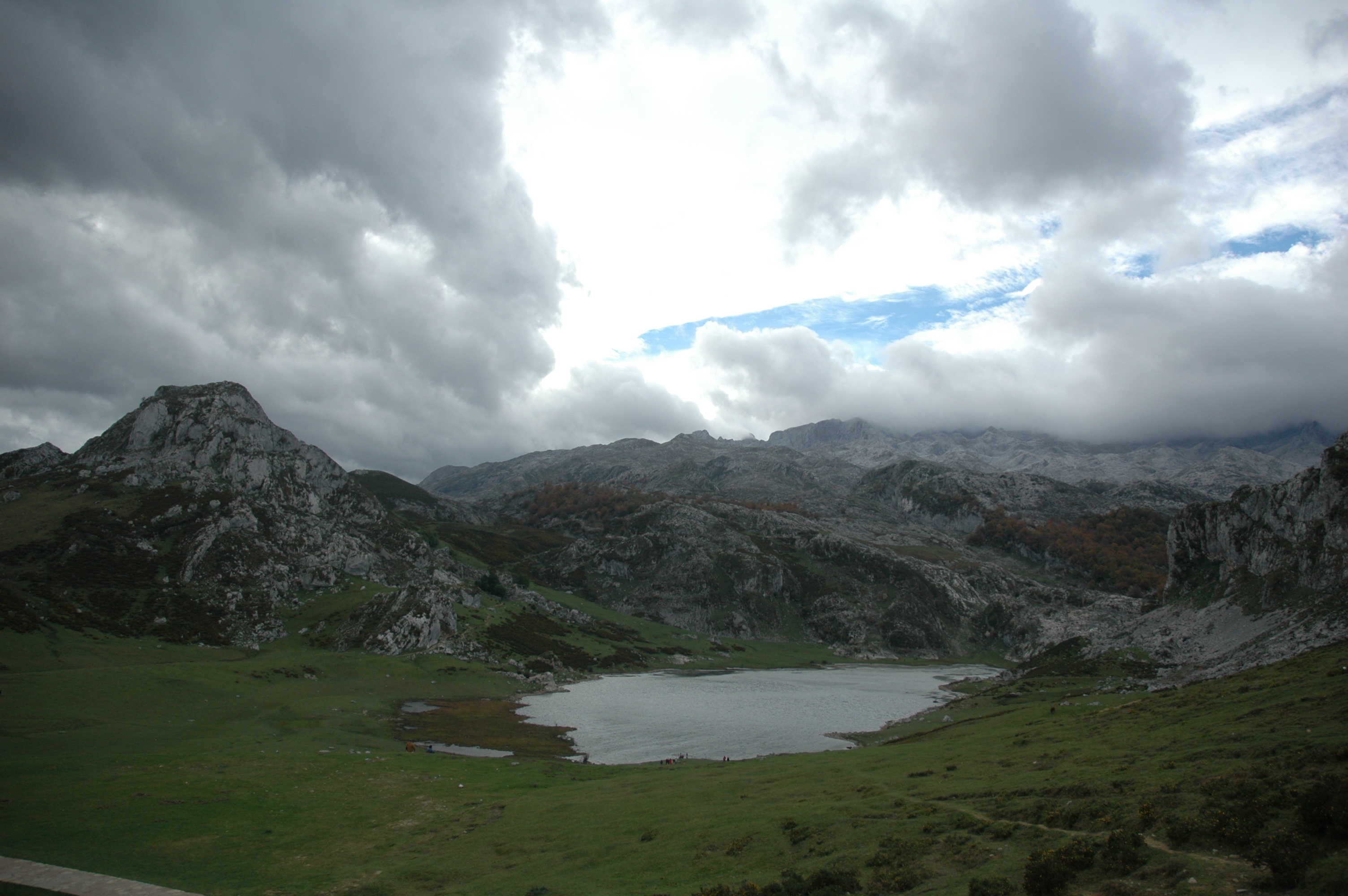
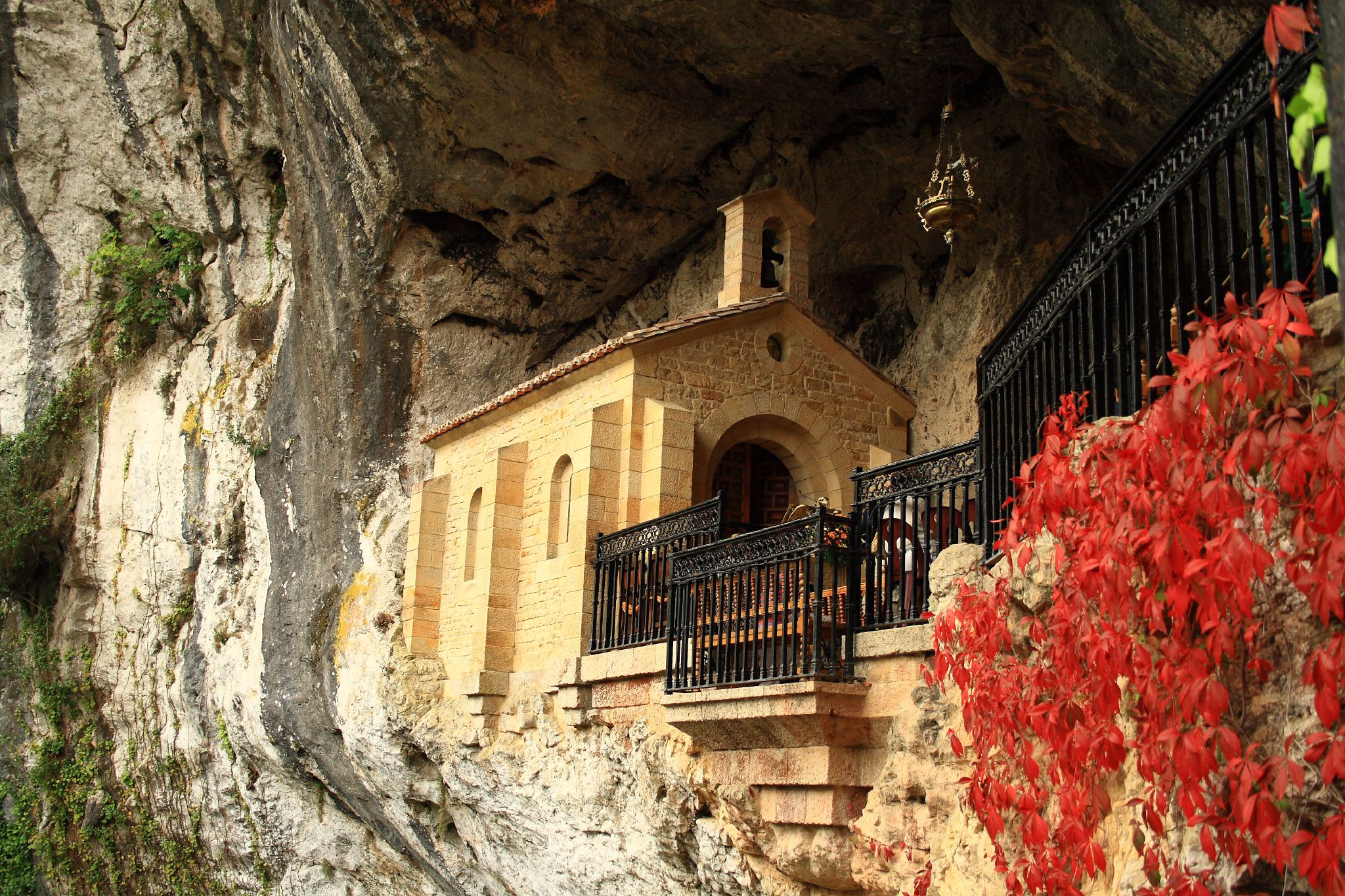
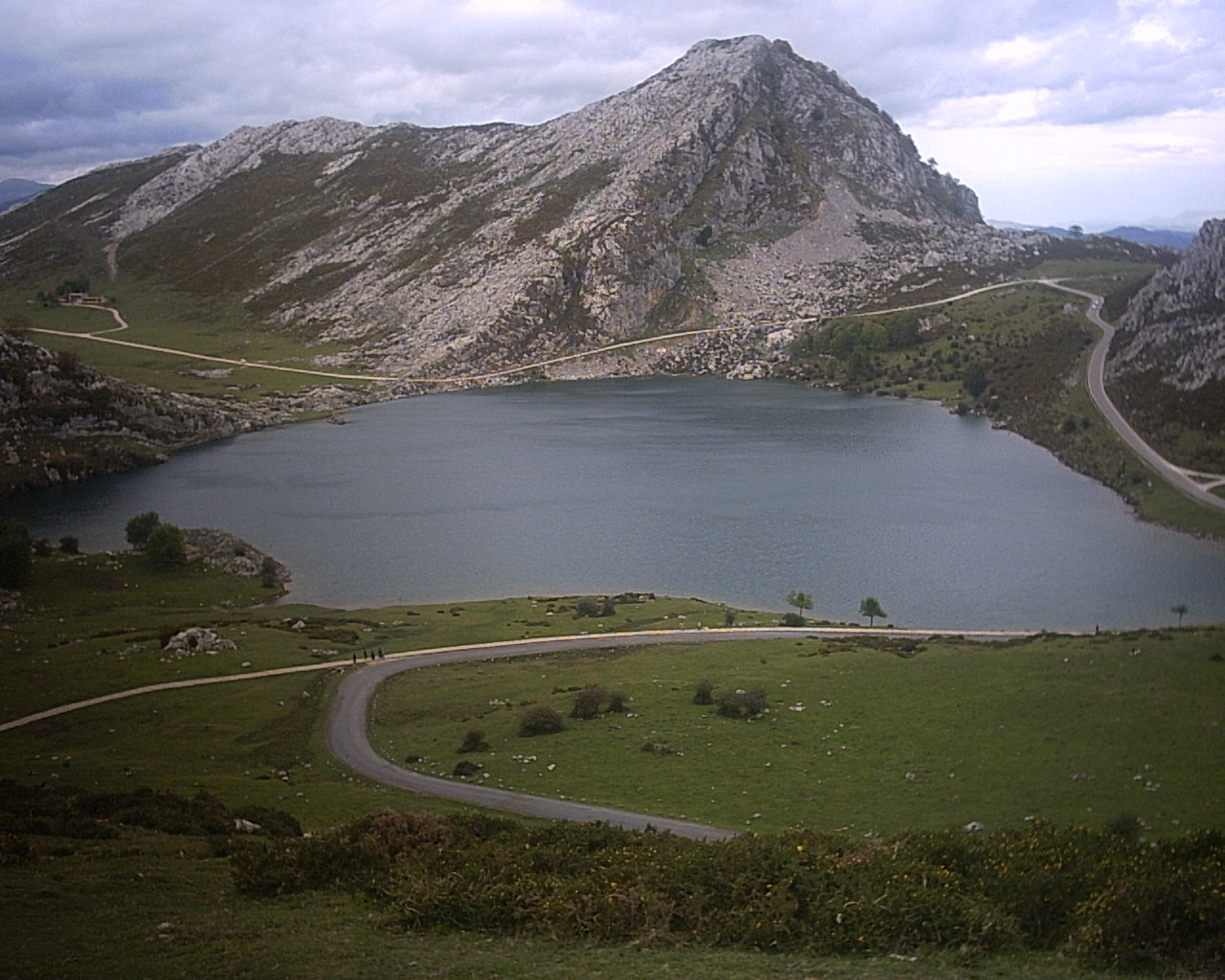
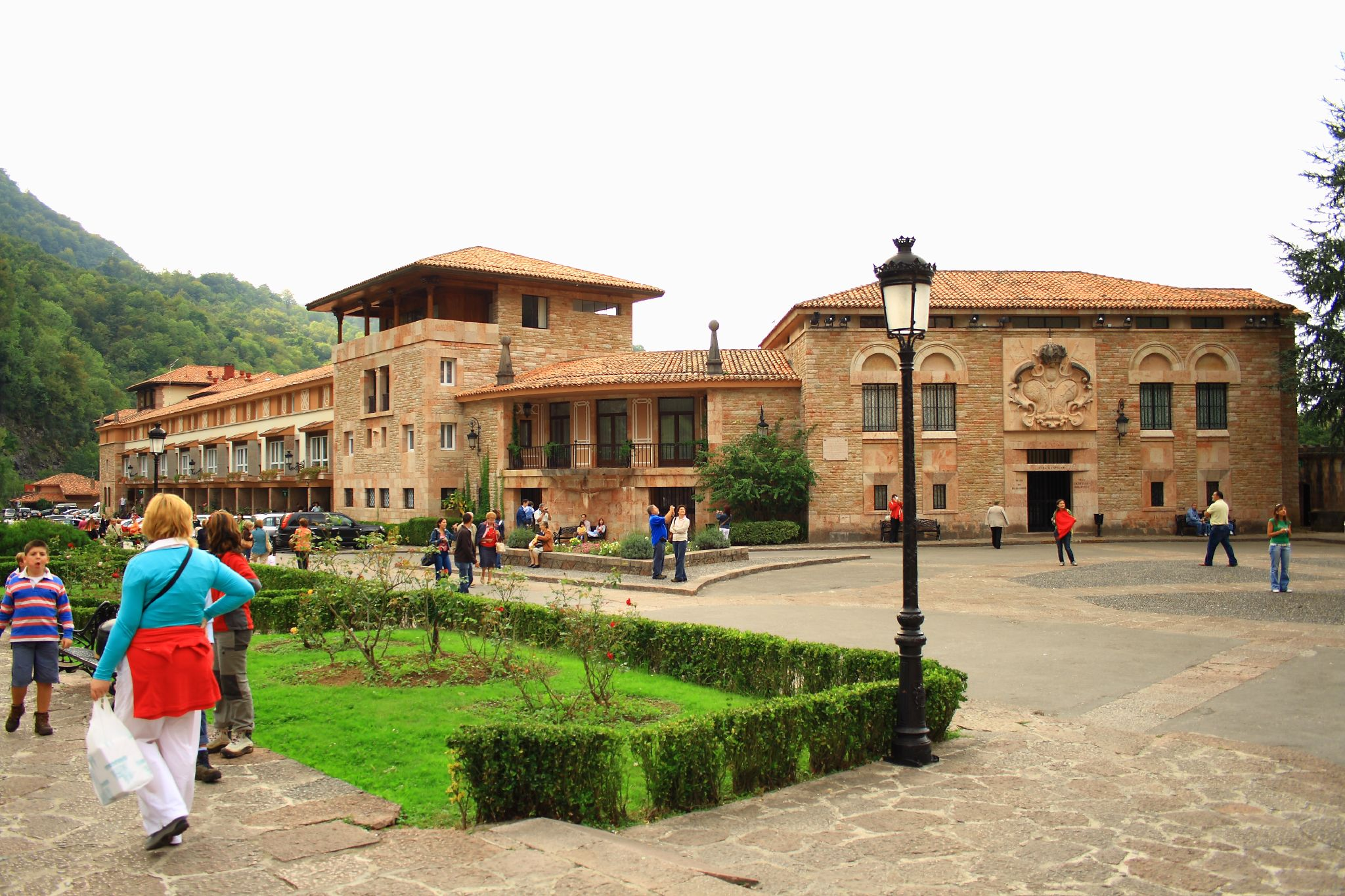
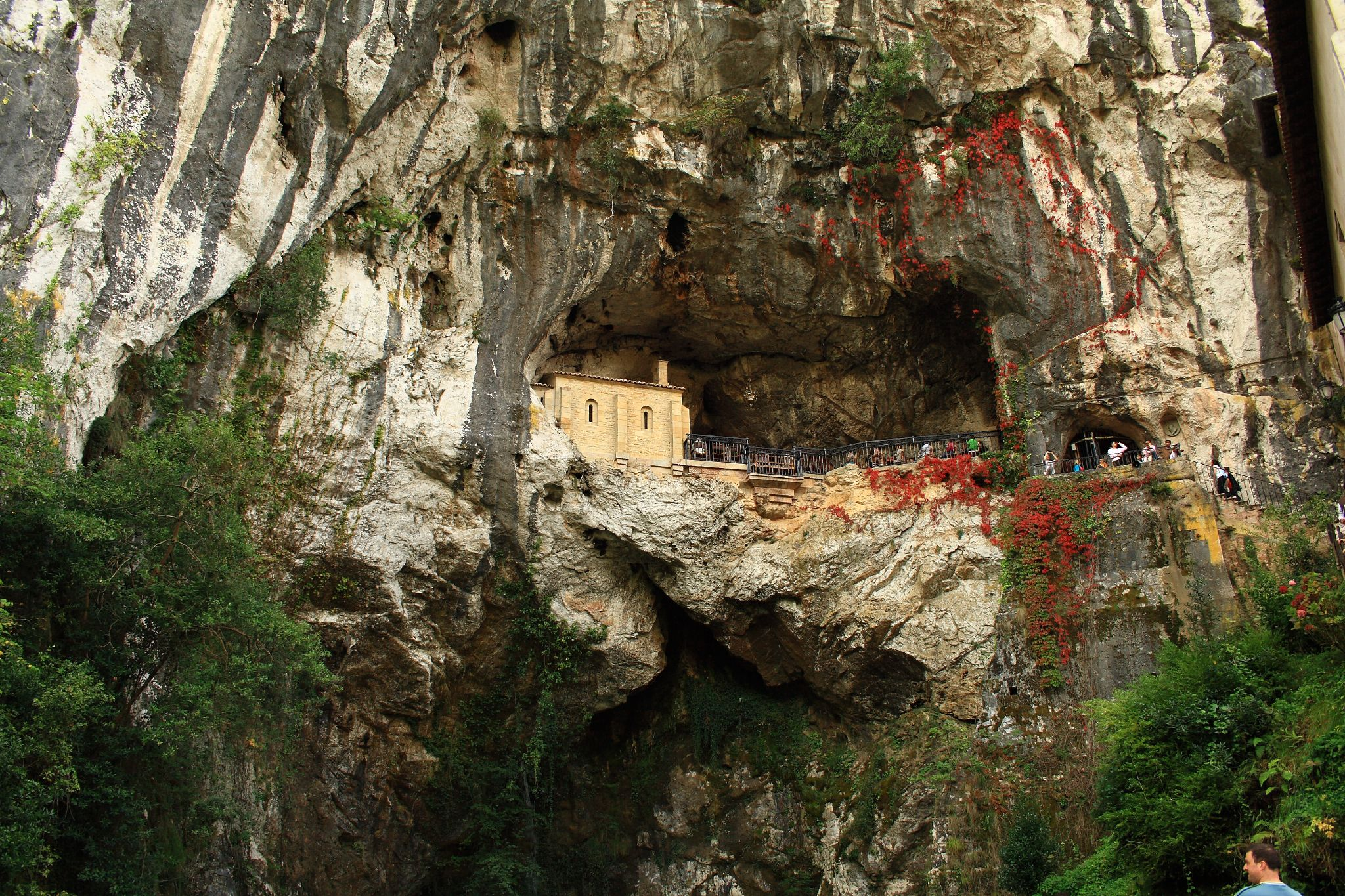
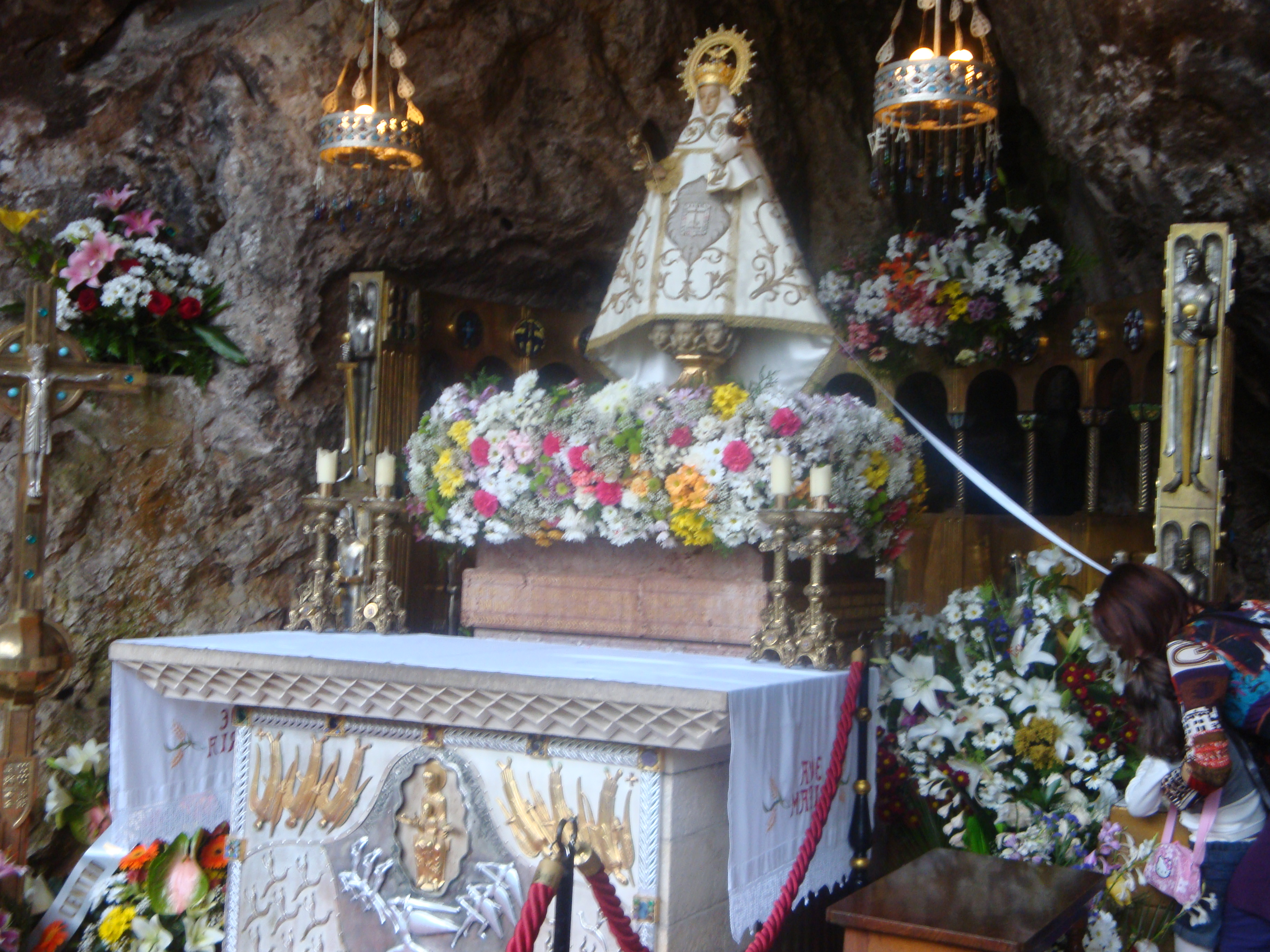